# UNLV Rebels

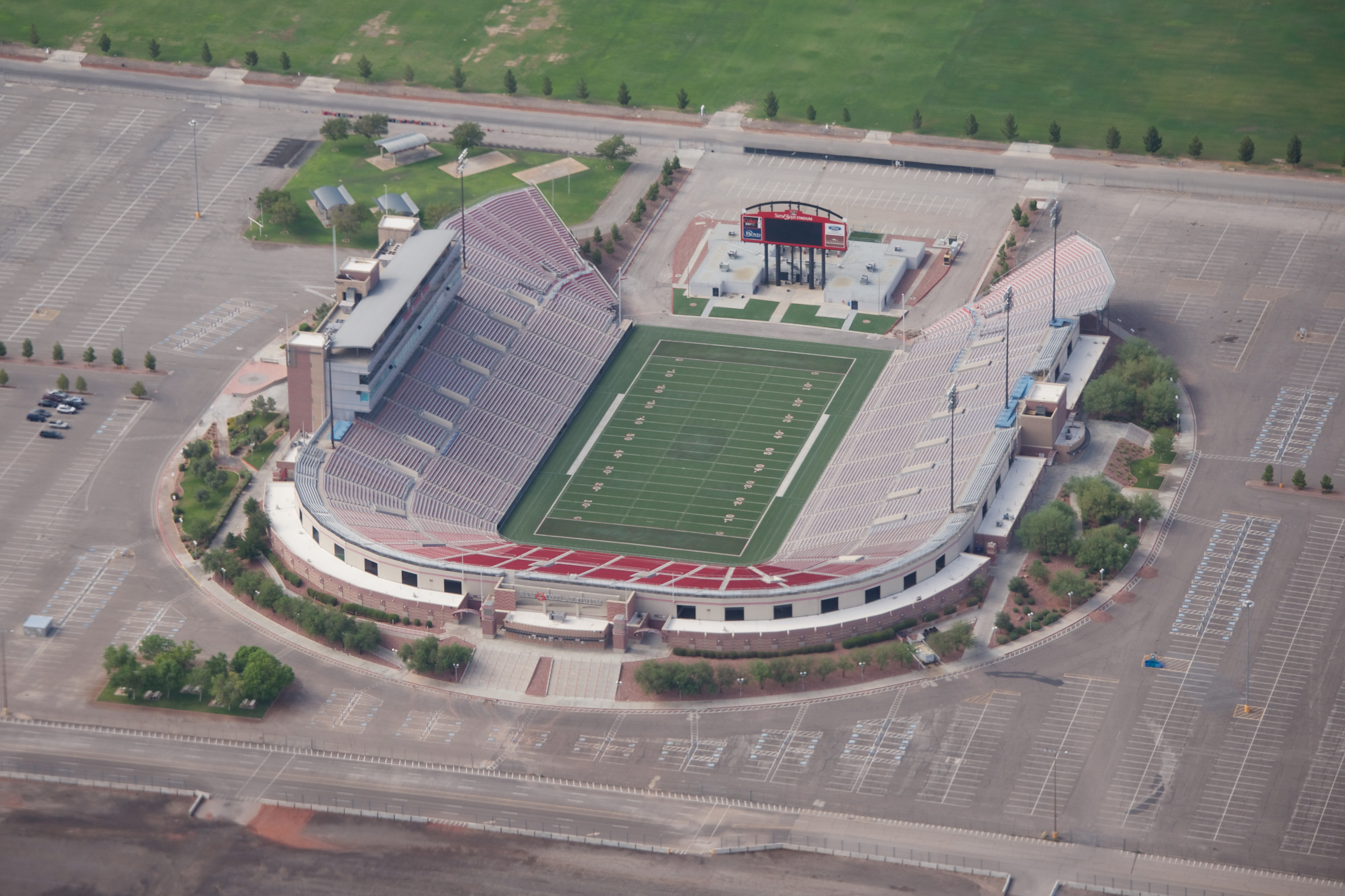
Sam Boyd Stadium

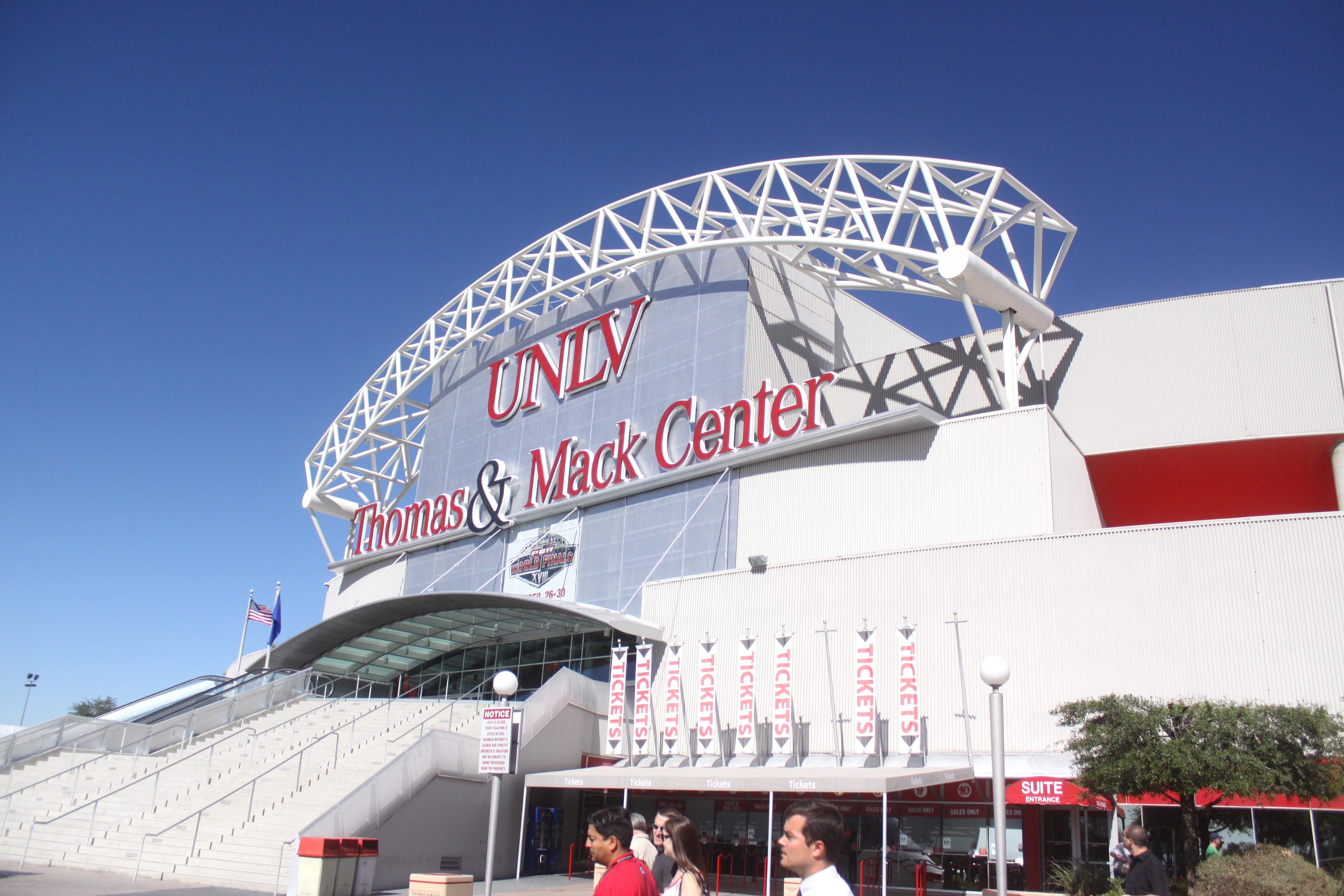
Thomas & Mack Center

UNLV Rebels (español: Rebeldes de la Universidad de Nevada, Las Vegas) es el equipo deportivo de la Universidad de Nevada, Las Vegas. Los equipos de los Rebels participan en las competiciones universitarias organizadas por la NCAA, y forma parte de la Mountain West Conference. 
El equipo más famoso es el de baloncesto, llamados "Runnin' Rebels", siendo campeones del título nacional en 1990 liderados por Larry Johnson y Anderson Hunt. Otros notables baloncestistas que han salido de esta universidad son Shawn Marion, Isaiah Rider, Reggie Theus y Marcus Banks.
El golf también tiene éxito en esta universidad, logrando el título en 1998.

## Programa deportivo
Los Rebels participan en las siguientes modalidades deportivas:
| - Masculino - Béisbol - Baloncesto - Fútbol americano - Golf - Tenis - Natación - Fútbol | - Femenino - Baloncesto - Cross - Golf - Natación - Tenis - Atletismo - Voleibol - Fútbol - Softball |

### Baloncesto
El éxito más importante de la universidad en lo que a deporte se refiere lo consiguió el equipo de baloncesto masculino, cuando en 1990 ganó a la Universidad de Duke en la Final de la NCAA, consiguiendo además un récord de anotación en una final, 103 puntos, y consiguiendo también la mayor diferencia en este tipo de partidos (30 puntos). En otras 3 ocasiones el equipo ha llegado a la Final Four, en los años 1977, 1987 y 1991. Además, ha conseguido el título de Conferencia en 13 ocasiones.

### Fútbol americano
El equipo de fútbol americano compite desde el año 1968, compitiendo en la Division I-A desde 1978. Desde entonces ha participado en 3 partidos bowl de segunda fila, ganando los 3. Cada año desde 1969 disputa un partido, denominado Battle for Nevada (la batalla por Nevada), contra la otra universidad relevante del estado, la Universidad de Nevada-Reno. el balance en el año 2006 es de 17 victorias para Nevada por 15 para UNLV.